# Oxyscelio acutiventris
Oxyscelio acutiventris är en stekelart som först beskrevs av Jean-Jacques Kieffer 1916.  Oxyscelio acutiventris ingår i släktet Oxyscelio och familjen Scelionidae. Inga underarter finns listade i Catalogue of Life.